# Tokhtamych
Tokhtamych ou Toqtamich (dérivé du mongol togtoo- : établir), khan de la Horde d'or, qu'il réunifia (Horde bleue et Horde blanche), de 1376 à 1395, mort en 1406.
Selon les sources :
- il descend de Toka Temür, khan des Bulgares de la Volga et fils de Djötchi, le fils aîné de Gengis Khan ;
- il est le neveu d'Ourous Khan, précédent khan de la Horde blanche et descendant d'Orda, fondateur de la Horde blanche et autre fils de Djötchi.

## Biographie
Il est le fils de Tui Khoja, chef toqa-temüride, dont le khan Ourous assassina et confisqua de force ses sujets héréditaires. En tant que descendant jochide et qonggirad, il put obtenir de l'aide de personnes influentes. Il constitue en 1370 son propre keshig avec des guerriers du Khorezm et pilla la Horde blanche. En 1375, il s'allie avec l'émir Temür al-Lank aussi appelé Tamerlan pour protéger le flanc nord de la frontière de sa province. Tamerlan lui donne alors des hommes et des armes pour défier Ourous et occupe Otrar. Tokhtamych recruta parmi les Shirin, les Barin, les Argun et les Qipchaq qui étaient légalement siennes. Le fils d'Ourous, Qutlu-Buqa, qui gouvernait l'est en l'absence de son père, attaqua et expulsa Tokhtamysh, qui chercha à nouveau refuge auprès de Tamerlan. Qutlu-Buqa, cependant, fut mortellement blessé dans la bataille. Doté de plus de richesses et d'une nouvelle armée par Tamerlan, Tokhtamysh tenta à nouveau sa chance, mais fut vaincu par le fils suivant d'Ourous, Toqtaqiya ; Tokhtamysh fut blessé d'une flèche au bras et ne se sauve qu'en traversant à la nage la rivière Syr Darya,.
Durant l'automne 1376, les troupes d'Ourous et de Tamerlan avancèrent l'une contre l'autre dans l'espace entre Sighnaq et Otrar. Le mauvais temps retarda l'engagement imminent et, malgré quelques escarmouches, aucune bataille décisive n'eut lieu. Ces petites batailles infligèrent des pertes importantes à Tamerlan qui se retira à Samarcande et Chakhrisabz. En 1377, Ourous mourut alors que le conflit était sur le point de reprendre,,. L'année suivante, il fit tuer tous les fils d'Ourous et annonça sa victoire. Il se proclama seul Khan de la Horde d'or. Grâce à sa victoire, plusieurs begs le rejoignirent, lui permettant de réunir l'ensemble de la Horde blanche ainsi que le territoire des Soufi-Qonggirad qui rejoignit à nouveau la Horde.
En 1379, Tokhtamych convainquit les Chaybanides, à Ibir-Sibir, de soutenir sa conquête. Saraï fut conquit, et à la fin 1380 il attaqua le beg de l'ouest, Mamaï, profitant de la faiblesse de celui-ci après sa défaite face aux Russes. Il vainc Mamaï sur la Khalkha qui s'exila chez les Génois en Crimée. Cependant, trahi par les commerçants génois, il fut exécuté, Tokhtamych permettant à ceux-ci de restituer les localités confisquées par Mamaï, le droit de voyager librement et reprendre les esclaves, le bétail et les chevaux enlevés et une nouvelle réforme monétaire eut lieu. Il obtint le soutien des begs de l'Ouest par de vastes concessions et promettant aucune purge. Ainsi, il parvint à réunir la Horde d'Or sous une nouvelle lignée, les Toqa Temürides grâce au retrait des Chaybanides.
Personnalité guerrière, il détruisit Moscou en 1382 ainsi que les villes du Triangle d'Or pour venger la victoire des Russes à la bataille de Koulikovo en 1380 et soumet de nouveau la Russie de Dimitri Donskoï au tribut. Protégé puis rival de Tamerlan, qui lui pardonna cependant ses défections successives. 
À partir de 1387, Tokhtamych mène des campagnes dans le Caucase et surtout en Transoxiane sans qu'aucun des deux camps ne sortent vainqueur. Pour prendre l'avantage, Tarmelan retourne Edigu contre son khan en 1391, entrainant l'annexion du sud-est de la Horde. Durant la même période, Gênes bloque les ports de Crimée, réduisant les revenues commerciaux.
En 1392 et 1395, Tamerlan mène des expéditions contre la Horde d'or. Saraï et Astrakhan sont détruites. Après avoir vaincu Tokhtamych sur le Terek le 15 avril 1395, il menace Moscou et ravage Riazan. Vassili Ier, prince de Moscou, le repousse le 26 août. Tamerlan pille la Crimée à l'automne. Il met La Tana (Azov) à sac et réduit en captivité tous les résidents chrétiens. Le riche comptoir génois de Caffa est désorganisé. Edigu prend alors le contrôle de l'est de la Horde et s'allie à Timur-Qutlugh pour prendre l'ouest et Edigu devient beglerbeg. Tokhtamych tente en 1399 de reconquérir la Horde qui échoue une première fois, avant de rejoindre les Chaybanides et de s'allier à Tamerlan. Les deux anciens rivaux meurent en 1405 et 1406, respectivement, avant d'avoir pu lancer une nouvelle offensive. 
Deux ans plus tard Edigu fut destitué par la Horde d'or et le trône fut repris par Jalal ad-din, fils de Tokhtamych et il dut trouver refuge au Khwarezm. La Horde d'or fut agitée par la suite par les conflits entre les descendants de Tokhtamych et de Timur-Qutlugh, ce qui aboutit à son déclin. Par la suite, Shah Rukh renvoya Edigu à Saraï, où il fut assassiné par l'un des partisans de Tokhtamych en 1419 (ou 1412).
En 1419, il aurait affronté un fils de Tokhtamych nommé Qadir-Birdi. Après avoir subi de lourdes pertes, Edigu et ses derniers fidèles partirent se cacher avant d'apprendre la mort de Qadir-Birdi et la déroute de ses partisans. Restant caché par prudence, Edigu aurait été trouvé par un fidèle de Tokhtamych. Face à son ennemi il aurait dit : « Nous avons eu notre temps, et nous avons fait ce que nous avons fait. À présent je suis entre tes mains, agis ! » avant d'être tué

## Représentation dans les arts et la culture
- Tokhtamych est le narrateur et l'un des antagonistes de la campagne tatare d'Age of Empires II: DE ; il apparait également dans la campagne polono-lituanienne.